# Hayata Mizuno
Hayata Mizuno (japanisch 水野 颯太 Mizuno Hayata; * 30. Juni 2000 in der Präfektur Shizuoka) ist ein japanischer Fußballspieler.

## Karriere
Hayata Mizuno erlernte das Fußballspielen in der Universitätsmannschaft der Toin University of Yokohama Von 2019 bis 2020 spielte er mit dem Toin University of Yokohama FC in der Regionalliga. 2019 spielte er viermal in der Kanto Soccer League (Div.1), 2020 neunmal in der Kanto Soccer League (Div.2). Von Mitte April 2022 wurde er von der Universität an den Zweitligisten Ventforet Kofu ausgeliehen. Hier kam er jedoch nicht zum Einsatz. Im Februar 2023 wurde er von Ventforet fest unter Vertrag genommen. Sein Zweitligadebüt für den Verein aus Kōfu gab Hayata Mizuno am 18. Februar 2023 (1. Spieltag) im Heimspiel gegen Montedio Yamagata. Bei der 1:2-Heimniederlage stand er in der Startelf und wurde nach der Halbzeitpause gegen Riku Iijima ausgewechselt. Nach sieben Zweitligaspielen wechselte er im August 2024 auf Leihbasis bis Saisonende 2024 zum Drittligisten Iwate Grulla Morioka. Am Ende der Saison 2024 musste er mit dem Verein als Tabellenletzter in die vierte Liga absteigen. Nach dem Abstieg verließ er den Verein und schloss sich ebenfalls auf Leihbasis dem Drittligaaufsteiger Kōchi United SC an.